# Jisra'el Galili
Jisra'el Galili (hebrejsky: ישראל גלילי, rodným jménem Jisra'el Berčenko; 10. února 1911 – 8. února 1986) byl izraelský politik, vládní ministr a poslanec Knesetu. Před vyhlášením izraelské nezávislosti v roce 1948 byl náčelníkem generálního štábu Hagany.

## Biografie
Galili se narodil v Brailově v carském Rusku (dnešní Ukrajina). Když mu byly tři roky, jeho rodina podnikla aliju do Palestiny, kde se usadila v Tel Avivu. Zde Galili vystudoval střední školu a vyučil se tiskařem.
Vojenskou kariéru zahájil v roce 1927 vstupem do Hagany. V roce 1935 byl jmenován do výboru organizačního vedení a později se stal zodpovědným za nákup a výzbroj. Během druhé světové války byl zapojen do příprav boje proti předvídané nacistické invazi do Palestiny. V roce 1946 byl jmenován šéfem Hagany a tuto pozici zastával až do roku 1948, kdy byla Hagana, v souvislosti se založením Izraele, Davidem Ben Gurionem rozpuštěna.
Galili byl taktéž zakladatelem mládežnické skupiny ha-Noar ha-oved („Pracující mládež“) a kibucu Na'an, kde žil až do své smrti. V prvních parlamentních volbách v roce 1949 byl zvolen poslancem Knesetu a svůj mandát zastával až do roku 1951 a později v dalších funkčních obdobích v letech 1955 až 1977. Zprvu byl poslancem za levicovou stranu Mapam, která se později rozdělila a dala vzniknout Achdut ha-Avodě, z níž se později stal Ma'arach. Krátce byl ministrem informací a v několika vládách zastával post ministra bez portfeje. Patřil k jedněm z předních poradců ministerské předsedkyně Goldy Meirové, ministrům v její vládě a byl zároveň členem vlivného výboru pro zahraniční a obranné záležitosti a ministerské komise pro osady.